# Herb gminy Żarnowiec
Herb gminy Żarnowiec – symbol gminy Żarnowiec.

## Wygląd i symbolika
Herb przedstawia na tarczy w polu błękitnym trzy korony złote, ułożone w trójkąt. Jest to historyczny symbol miasta Żarnowiec.